# NK Svoboda Lublana
NK Svoboda - to słoweński klub piłkarski. Siedziba klubu mieści się w mieście Lublana. Został założony w 1952 roku.